# Emilio Gutiérrez Caba
Emilio Gutiérrez Caba (Valladolid, 26 de setembre de 1942) és un actor de cinema, teatre i televisió espanyol, guanyador de molts premis, entre ells diversos Goya.

## Biografia
Va néixer durant una gira teatral; tota la seva família s'ha dedicat sempre al teatre i al cinema, raó per la qual va passar la infància i l'adolescència en un ambient que li devia determinar la vocació artística. Besnét de Pascual Alba, net d'Irene Alba, renebot de Leocadia Alba, fill menor d'Emilio Gutiérrez i Irene Caba Alba i nebot de Julia Caba Alba, les seves germanes Irene i Julia també s'han dedicat a la interpretació, com la seva besneboda Irene Escolar. Va participar en l'aula de teatre organitzada per l'Instituto San Isidro de Madrid, i abans de dedicar-se a la interpretació va treballar en un laboratori de cinema de la productora Madrid Films.
L'estiu del 1962 va entrar com a professional a la companyia de Lilí Murati, amb la qual va fer la seva primera gira per Espanya. El 1963 va interpretar el paper de Peter Pan en l'obra del mateix títol que es va representar al Teatro María Guerrero de Madrid.
El 1968 va crear companyia pròpia al costat de María José Goyanes i el 1970 va estrenar una peça de l'escriptora Ana Diosdado titulada Olvida los tambores, amb la companyia de la seva germana Julia, que va col·laborar amb ell en alguns muntatges, com Olivia, de Terence Rattigan, i La profesión de la señora Warren, de Bernard Shaw, títols que van consolidar la seva carrera en el teatre.
Des de 1979 ha estrenat obres d'autors clàssics com Gil Vicente, Calderón de la Barca, Shakespeare, James Joyce i Juan Ruiz de Alarcón. No ha deixat d'intervenir en peces d'autors contemporanis, com Álvaro del Amo, Jorge Díaz, Fermín Cabal i Juan García Larrondo. En 1996 interpretà el personatge de Don Diego a El sí de las niñas, de Moratín, i el 1998 estrena La mujer de negro, de Susan Hill, obra amb què va recórrer Espanya durant gairebé quatre temporades.
En 2003 estrenà El príncipe y la corista, en la qual compartia protagonisme amb María Adánez, i el 2008 La muerte y la doncella, junto a Luisa Martín.
Pel que fa a la carrera cinematogràfica, des que va debutar el 1963, ha participat en més de vuitanta pel·lícules. El primer paper important va ser a Nueve cartas a Berta (1966), de Basilio Martín Patino, destacant després en altres pel·lícules com La caza (1965), de Carlos Saura, on interpretava un noi que assistia a una cacera en la qual tres homes grans, interpretats per Alfredo Mayo, Ismael Merlo i José María Prada, empraven les armes disparant-se entre ells.
Miguel Albaladejo i Álex de la Iglesia el van rescatar d'un semi-oblit, donant-li papers destacats pels quals va rebre diversos premis: el 2001 va aconseguir un Goya al millor actor secundari per La comunidad, d'Álex de la Iglesia, en la mateixa nit en la qual la seva germana Julia obtenia l'estatueta de millor actriu de repartiment. Va repetir el 2002, en la mateixa categoria, per El cielo abierto, de Miguel Albaladejo. Fou proposat de nou el 2007 per La torre de Suso, de Tom Fernández.

## Filmografia parcial
- Frederica Montseny, la dona que parla (Laura Mañá, 2021)
- El árbol de la sangre (Julio Medem, 2018)
- Palmeras en la nieve (Fernando González Molina, 2015)
- Anacleto: Agente secreto (Javier Ruiz Caldera, 2015)
- Cinco metros cuadrados (Max Lemcke, 2011)
- Toy Story 3 (Lee Unkrich, 2010)[3]
- Retornos (Luis Avilés Baquero, 2010)
- Vidas pequeñas (Enrique Gabriel, 2010)
- Lo más importante de la vida es no haber muerto (Olivier Pictet, Pablo Martín Torrado i Marc Recuenco, 2010)
- Luna caliente (Vicente Aranda, 2009)
- Un buen hombre (Juan Martínez Moreno, 2009)
- Paisito (Ana Díez, 2008)
- La torre de Suso (Tom Fernández, 2007)
- Escuela de seducción (Javier Balaguer, 2004)
- Deseo (Gerardo Vera, 2002)
- El cielo abierto (Miguel Albaladejo, 2001)
- Y decirte alguna estupidez, por ejemplo, te quiero (Antonio del Real, 2000)
- La comunidad (Álex de la Iglesia, 2000)
- La primera noche de mi vida (Miguel Albaladejo, 1997)
- Memorias del ángel caído (Fernando Cámara i David Alonso, 1997)
- Souvenir (Rosa Vergés, 1994)
- La sombra del ciprés es alargada (Luis Alcoriza, 1990)
- Werther (Pilar Miró, 1986)
- La guerra de los locos (Manuel Matjí, 1986)
- Hierro dulce (Francisco Rodríguez, 1985)
- ¿Qué he hecho yo para merecer esto? (Pedro Almodóvar, 1984)
- Las bicicletas son para el verano (Jaime Chávarri, 1983)
- De camisa vieja a chaqueta nueva (Rafael Gil, 1982)
- La colmena (Mario Camus, 1982)
- El poderoso influjo de la luna (Antonio del Real, 1980)
- Pepe, no me des tormento (José María Gutiérrez Santos, 1981)
- El sacerdote (Eloy de la Iglesia, 1978)
- La petición (Pilar Miró, 1976)
- No somos ni Romeo ni Julieta (Alfonso Paso,1969)
- Cristina Guzmán (Luis César Amadori, 1968)
- Los guardiamarinas (Pedro Lazaga, 1967)
- Los chicos del Preu (Pedro Lazaga, 1967)
- ¿Qué hacemos con los hijos? (Pedro Lazaga, 1967)
- Nueve cartas a Berta (Basilio Martín Patino, 1966)
- La caza (Carlos Saura, 1965)
- Tengo 17 años (José María Forqué, 1964)

## Teatre
- César y Cleopatra (2015)
- Poder absoluto (2012)
- Drácula (2011-2012)
- La muerte y la doncella (2008-2010)
- A Electra le sienta bien el luto (2005-2006)
- La mujer de negro (1998, 2007, 2014)
- A Electra le sienta bien el luto (2005-2006)
- La Orestiada (2005)
- Las memorias de Sarah Bernhard (2003)
- El príncipe y la corista (2002-2003)
- El sí de las niñas (1996)
- Julio César (1988)
- Los cabellos de Absalón (1983).
- El correo de Hessen (1983)
- Usted también podrá disfrutar de ella (1973)
- La profesión de la señora Warren (1973)
- Olvida los tambores (1970)
- Olivia (1970)

## Trajectòria en televisió
- Lo que escondían sus ojos (2016)
- Seis Hermanas (2015)
- Chiringuito de Pepe (2014).
- Niños robados (2013)
- Gran Reserva (2010-2013)
- Hay alguien ahí
  - Resurrección (23 de febrer de 2010)
- 23-F: el día más difícil del rey (2009)
- Soy El Solitario
- Amar en tiempos revueltos (2007)
- Círculo rojo (2007)
- En buena compañía (2006)
- Abuela de verano 
  -  'A' de abuelo (29 de novembre de 2005)
- Al filo de la ley (2004-2005)
- ¿Se puede? (2004)
- Javier ya no vive solo (2002-2003)
- La forja de un rebelde (1990)
- Para comerte mejor (1989)
- Primera función
  - El landó de seis caballos (16 de març de 1989)
- La Tarde (1987)
- Goya (1985)
- Yo robo, tú chantajeas, ella estafa y además un muerto (1984)
- Teresa de Jesús (1984)
- La Comedia
  - La Señora Pot (15 de novembre de 1983)
- Un encargo original 
  - El arte de mirar (13 d'agost de 1983)
- Las pícaras
  - La tía fingida (8 d'abril de 1983)
- Teatro breve
  - La espera (22 de març de 1981)
- Los gozos y las sombras (1981)
- Teatro Club
  - La enamorada del rey (13 d'abril de 1976)
  - El delantero centro (16 de gener de 1977)
- La saga de los Rius (1976)
- Silencio, estrenamos (1974)
- Los Libros
  - El licenciado Vidriera (11 de febrer de 1974)
- Ficciones
  - Gradiva (20 de gener de 1972)
  - La cerilla apagada (21 de juliol de 1973)
- Visto para sentencia 
  - Secuestro (24 de maig de 1971)
- Telecomedia de humor
  - El retrato (5 d'abril de 1971)
  - Bajo el mismo techo (1970)
- El Premio
  - Palabras en el aire (25 de novembre de 1968)
- La Pequeña comedia
  - Petición de mano (31 de maig de 1968)
- Fábulas
  - El parto de los montes (17 de març de 1968)
- Teatro de siempre
  - Hernani (10 de novembre de 1967)
  - Diario de un sinvergüenza (17 de novembre de 1967)
  - El tiempo es un sueño (18 d'abril de 1968)
  - Secretario particular (4 de març de 1971)
- Doce cuentos y una pesadilla 
  - La pesadilla (7 d'octubre de 1967)
- Los Encuentros
  - Error judicial (9 de setembre de 1967)
- La familia Colón
  - Tempestad en un vaso (20 de gener de 1967)
- Habitación 508
  - El reformatorio (20 de desembre de 1966)
- Historias para no dormir 
  - La espera (1966)
  - La sonrisa (3 de juny de 1966)
  - El cuervo (1 de gener de 1967)
- Diego de Acevedo 
  - El 2 de maig de 1808 (1 de gener de 1966)
  - El rey cautivo (1 de gener de 1966)
  - La camarilla (1 de gener de 1966)
  - La conjura de los artilleros (1 de gener de 1966)
- Tiempo y hora 
  - Agua pasada (14 de novembre de 1965)
  - La mano en la frente (9 d'abril de 1966)
  - Recordando a Don Julio (18 de desembre de 1966)
- Estudio 1 
  - El jardín de las horas (3 de novembre de 1965)
  - El patio (4 d'octubre de 1967)
  - Un mes en el campo (21 de novembre de 1967)
  - El niño de los Parker (20 de febrer de 1968)
  - El alcalde de Zalamea (26 de març de 1968)
  - Aprobado en inocencia (30 d'abril de 1968)
  - Como las secas cañas del camino (12 de novembre de 1968)
  - El jardín de los cerezos (27 de maig de 1969)
  - Hamlet (23 d'octubre de 1970)
  - El amor es un potro desbocado (9 de març de 1973)
  - Mario (25 de gener de 1974)
  - Deseo bajo los olmos (19 de gener de 1976).
  - Anna Christie (15 de març de 1976)
  - El tintero (11 de maig de 1978)
  - Sinfonía inacabada (9 de maig de 1979)
  - La tetera (1979)
  - El poder de las tinieblas (2 de novembre de 1980)
  - La comedia nueva o el café (27 de febrer de 1981)
  - El pelícano (9 d'octubre de 1981)
  - El tragaluz (1 de març de 1982)
  - Ángeles caídos (20 de desembre de 1982)
  - El pobre Pedro (21 de març de 1983)
- Novela 
  - La soltera rebelde (19 de juliol de 1965)
  - El muro de cristal (11 d'octubre de 1965)
  - Siempre en capilla (24 de gener de 1966)
  - Levántate y lucha (26 d'abril de 1966)
  - El príncipe y el mendigo (21 de juny de 1966)
  - En vano (22 de gener de 1968)
  - Los caminos del Señor (15 d'abril de 1968)
  - Los que no tienen paz (2 de setembre de 1968)
  - Lejano pariente sin sombrero (31 de gener de 1972)
  - Diario de una institutriz (26 de novembre de 1973)
  - El idiota (25 d'octubre de 1976) RTVE
  - Torremolinos Gran Hotel (10 d'abril de 1978)
  - La ilustre fregona (30 d'octubre de 1978)
- Teatro de familia
  - Tío Julio (28 de gener de 1965)
- Tengo un libro en las manos
  - Don Carlos (12 de maig de 1964)
  - El acueducto (4 d'agost de 1966)
  - El abencerraje y la bella jirafa (1 de setembre de 1966)
- Primera fila 
  - Eran tres (29 d'abril de 1964)
  - Una mujer sin importancia (3 de juny de 1964)
  - Edén término (15 de juliol de 1964)
- La Historia de San Michele (1964)
- Confidencias
  - Por mamá (20 de març de 1964)
  - Juicio íntimo (17 de julio de 1964)
  - Hoy he vuelto a la escuela (30 de gener de 1965)
- Fernández, punto y coma

## Premis i candidatures
Premis Goya
| Any  | Categoria              | Pel·lícula       | Resultat  |
| ---- | ---------------------- | ---------------- | --------- |
| 2000 | Millor actor secundari | La comunidad     | Guanyador |
| 2001 | Millor actor secundari | El cielo abierto | Guanyador |
| 2007 | Millor actor secundari | La torre de Suso | Candidat  |

Fotogramas de Plata
| Any  | Categoria                     | Treball                  | Resultat  |
| ---- | ----------------------------- | ------------------------ | --------- |
| 1970 | Millor intèrpret de televisió | Estudio 1: Hamlet        | Candidat  |
| 1999 | Millor actor de teatre        | La mujer de negro        | Finalista |
| 2002 | Millor actor de teatre        | El príncipe y la corista | Candidat  |
| 2018 | Tota una vida                 | Tota una vida            | Guanyador |

Premis de la Unión de Actores
| Any  | Categoria                                   | Treball                       | Resultat  |
| ---- | ------------------------------------------- | ----------------------------- | --------- |
| 1996 | Millor interpretació protagonista de teatre | El sí de las niñas (ex aequo) | Guanyador |
| 1999 | Millor interpretació protagonista de teatre | La mujer de negro             | Guanyador |
| 2000 | Millor interpretació secundària de cinema   | La comunidad                  | Guanyador |
| 2010 | Millor actor secundari de cinema            | Vidas pequeñas                | Candidat  |
| 2013 | Millor actor protagonista de televisió      | Gran Reserva                  | Guanyador |

Premis de l'Acadèmia de la Televisió d'Espanya
| Año  | Categoría                                   | Serie        | Resultado |
| ---- | ------------------------------------------- | ------------ | --------- |
| 2010 | Millor interpretació masculina protagonista | Gran Reserva | Guanyador |

Medalles del Cercle d'Escriptors Cinematogràfics
| Any  | Categoria               | Pel·lícula              | Resultat  |
| ---- | ----------------------- | ----------------------- | --------- |
| 1966 | Premi «Antonio Barbero» | Premi «Antonio Barbero» | Guanyador |
| 2000 | Millor actor secundari  | La comunidad            | Guanyador |
| 2016 | Medalla d'Honor         | Medalla d'Honor         | Guanyador |

Premis ACE (Nova York)
| Any  | Categoria                   | Pel·lícula   | Resultat  |
| ---- | --------------------------- | ------------ | --------- |
| 2000 | Millor actor de repartiment | La comunidad | Guanyador |

Premis Butaca
| Any  | Categoria                     | Pel·lícula      | Resultat  |
| ---- | ----------------------------- | --------------- | --------- |
| 1996 | Millor actor català de cinema | Parella de tres | Guanyador |

Premis Zapping
| Any  | Categoria    | Sèrie        | Resultat |
| ---- | ------------ | ------------ | -------- |
| 2011 | Millor actor | Gran Reserva | Ganador  |

Premis Ondas
| Any  | Categoria                                   | Sèrie        | Resultat  |
| ---- | ------------------------------------------- | ------------ | --------- |
| 2011 | Millor intèrpret masculí en ficció nacional | Gran Reserva | Guanyador |

Premis Max
| Any  | Categoria                 | Muntatge                         | Resultat  |
| ---- | ------------------------- | -------------------------------- | --------- |
| 2003 | Millor actor protagonista | La mujer de negro                | Candidat  |
| 2006 | Millor actor secundari    | A Electra le sienta bien el luto | Guanyador |

Premis Ceres
| Any  | Categoria    | Muntatge       | Resultat |
| ---- | ------------ | -------------- | -------- |
| 2013 | Millor actor | Poder absoluto | Ganador  |

Premis Sant Jordi de Cinematografia
| Any  | Categoria                           | Resultat  |
| ---- | ----------------------------------- | --------- |
| 2012 | Premi a la trajectòria professional | Guanyador |

Festival de Màlaga
| Any  | Categoria                      | Pel·lícula                  | Resultat  |
| ---- | ------------------------------ | --------------------------- | --------- |
| 1998 | Bisnaga de Plata: Millor actor | La primera noche de mi vida | Guanyador |

Altres reconeixements
- Premi del Sindicat Nacional de l'Espectacle: Millor actor secundari per Los chicos del Preu i Los guardiamarinas (en 1967).
- Candidat als Premis Mayte (1996, 2001, 2002).
- V Premi Nacional de Teatre Pepe Isbert, Associació Amics dels Teatres d'Espanya.
- Premis Túria: Premi d'Honor (2002).
- Premi d'Honor "Ciutat d'Alacant" en la V edició del Festival de Cinema d'Alacant (2008).
- XIV edició del Certamen de Creació Audiovisual de Cabra (Còrdova).
- XIII Premi Ciutat de Cazorla de Teatre per la seva trajectòria (2009).
- Premi d'Honor en les XXVII Jornades de Teatre del Segle d'Or (2010).
- Faro de Plata 2010 en les XXII Festival de Cinema de l'Alfàs del Pi per la seva trajectòria.
- IX Premi Lorenzo Luzuriaga del Festival de Teatre Clàssic d'Almagro (2010).
- Premio "Ciutat de Saragossa" en la XV edició del Festival de Cinema de Saragossa (2010) per la seva trajectòria (ex aequo amb l'actriu Maribel Verdú).
- Premi "Pi d'Honor" de la Mostra de Teatre de l'Alfàs del Pi a la trajectòria teatral (2015).